# 931-es busz (Budapest)
A budapesti 931-es jelzésű éjszakai autóbusz a II. kerületi Verecke lépcső és a XVI. kerületi Árpádföld, Dezsőfia utca között közlekedik. A járat a II. kerületben a nappali 111-es és 91-es buszok útvonalát köti össze a Margit híd – Verecke lépcső – Szemlő-hegyi barlang – Vérhalom tér – Margit híd útirányon át. A XVI. kerületben a 277-es busz és a 31-es busz vonalán közlekedik. Árpádföld felé a Rákosi úton, visszafelé a Csömöri úton jár. A járatot a Budapesti Közlekedési Zrt. üzemelteti.

## Története
A 931-es járat az új éjszakai hálózat létrehozásakor, 2005. szeptember 1-jén indult a Deák Ferenc tér – Árpádföld, Bekecs utca útvonalon. 2006. november 3-ától a 911-es járat megszűnése miatt az útvonalát meghosszabbították a II. kerület felé, így a nappali 11-es, 29-es és 91-es buszok útvonalának egyes részeit is bejárja az egyik irányban.
2024. február 5-én üzemkezdettől Árpádföld felé érinti a Károly körúti Astoria metróállomás megállót is.

## Útvonala
| Árpádföld, Dezsőfia utca felé | Nyugati pályaudvar felé |
| --- | --- |
| Nyugati pályaudvar vá. – Nyugati tér – Teréz körút – Podmaniczky utca – Bajcsy-Zsilinszky út – Deák Ferenc tér – Károly körút – Astoria – Rákóczi út – Blaha Lujza tér – Rákóczi út – Baross tér – Kerepesi út – Fogarasi út – Nagy Lajos király útja – Örs vezér tere – Kerepesi út – Veres Péter út – Thököly út – Batthyány utca – Rákosi út – Szlovák út – Állás utca – Menyhért utca – Monoki utca – Bekecs utca – Timur utca – Árpádföld, Dezsőfia utca vá. | Árpádföld, Dezsőfia utca vá. – Timur utca – Szlovák út – Csömöri út – Batthyány utca – Thököly út – Veres Péter út – Kerepesi út – Örs vezér tere – Nagy Lajos király útja – Fogarasi út – Kerepesi út – Baross tér – Rákóczi út – Blaha Lujza tér – Rákóczi út – Astoria – Károly körút – Deák Ferenc tér – Bajcsy-Zsilinszky út – Podmaniczky utca – Teréz körút – Nyugati tér – Szent István körút – Jászai Mari tér – Margit híd – Margit körút – Keleti Károly utca – Bimbó út – Alsó Törökvész út – Törökvész út – Csatárka út – Zöldlomb utca – Zöldmáli lejtő – Pusztaszeri út – Cimbalom utca – Vérhalom tér – Vérhalom utca – Szemlőhegy utca – Rómer Flóris utca – Margit körút – Margit híd – Jászai Mari tér – Szent István körút – Nyugati tér – Nyugati pályaudvar vá. |

## Megállóhelyei
Az átszállási kapcsolatok között a Deák Ferenc tér és az Örs vezér tere között közlekedő 931A betétjárat nincs feltüntetve.
| 0  | Nyugati pályaudvar M (buszvégállomás) végállomás            | 76 | 6 914, 914A, 923, 934, 950, 950A S50 S70 S71 S72                                                                         |
| ∫  | Jászai Mari tér                                             | 74 | 6 923, 934 |
| ∫  | Margit híd, budai hídfő H                                   | 73 | 6 923, 934, 960 |
| ∫  | Margit körút                                                | 71 | |
| ∫  | Zivatar utca                                                | 70 | |
| ∫  | Rómer Flóris utca                                           | 70 | |
| ∫  | Mandula utca                                                | 69 | |
| ∫  | Vérhalom tér                                                | 68 | |
| ∫  | Cimbalom utca                                               | 67 | |
| ∫  | Szemlő-hegyi-barlang                                        | 66 | |
| ∫  | Zöldmáli lejtő                                              | 65 | |
| ∫  | Csalit utca                                                 | 64 | |
| ∫  | Zöldkert út                                                 | 64 | |
| ∫  | Pitypang utca                                               | 63 | |
| ∫  | Verecke lépcső                                              | 63 | |
| ∫  | Tömörkény utca                                              | 61 | |
| ∫  | Móricz Zsigmond Gimnázium                                   | 60 | |
| ∫  | Baba utca                                                   | 60 | |
| ∫  | Pusztaszeri körönd                                          | 59 | |
| ∫  | Vend utca                                                   | 59 | |
| ∫  | Eszter utca                                                 | 58 | |
| ∫  | Tapolcsányi utca                                            | 57 | |
| ∫  | Ady Endre utca                                              | 56 | |
| ∫  | Rét utca                                                    | 56 | |
| ∫  | Füge utca                                                   | 55 | |
| ∫  | Mechwart liget                                              | 54 | 6 960 |
| ∫  | Margit híd, budai hídfő H                                   | 52 | 6 923, 934, 960 |
| ∫  | Jászai Mari tér                                             | 50 | 6 923, 934 |
| 2  | Nyugati pályaudvar M (Teréz körúton)                        | 48 | 6 914, 914A, 923, 934, 950, 950A S50 S70 S71 S72                                                                         |
| 3  | Báthory utca / Bajcsy-Zsilinszky út                         | 47 | 914, 914A, 950, 950A |
| 4  | Arany János utca M                                          | 46 | 914, 914A, 950, 950A |
| 5  | Szent István Bazilika                                       | 45 | 914, 914A, 934 (hétvége hajnalban), 950, 950A, 979, 979A (hétvége hajnalban)                                             |
| 7  | Deák Ferenc tér M                                           | 43 | 100E 909, 909A, 914, 914A, 916, 934 (hétvége hajnalban), 950, 950A, 979, 979A, 990                                       |
| 9  | Astoria M                                                   | ∫  | 100E 907, 907A, 908, 908A, 909, 909A, 914, 914A, 916, 934 (hétvége hajnalban), 950, 950A, 956, 973, 973A, 979, 979A, 990 |
| 10 | Astoria M                                                   | 42 | 100E 907, 907A, 908, 908A, 909, 909A, 914, 914A, 916, 934 (hétvége hajnalban), 950, 950A, 956, 973, 973A, 979, 979A, 990 |
| 11 | Uránia                                                      | 37 | 907, 907A, 908, 908A, 916, 956, 973, 973A, 990                                                                           |
| 13 | Blaha Lujza tér M                                           | 35 | 6 907, 907A, 908, 908A, 923, 956, 973, 973A, 990                                                                         |
| 15 | Huszár utca                                                 | 34 | 907, 907A, 908, 908A, 956, 973, 973A, 990                                                                                |
| 16 | Keleti pályaudvar M                                         | 32 | 907, 907A, 908, 908A, 956, 973, 973A, 990 S60 S80 (hétköznap 23:55 és 0:55 között, hétvégén 23:55 és 1:50 között)        |
| 17 | Arena Mall bevásárlóközpont                                 | 31 | 908, 908A, 956, 990 |
| 17 | Gumigyár                                                    | 30 | 908, 908A, 956, 990 |
| 19 | Puskás Ferenc Stadion M                                     | 28 | 901, 908, 908A, 918, 956, 990                                                                                            |
| ∫  | Őrnagy utca                                                 | 26 | 908, 908A, 956, 990 |
| 21 | Várna utca                                                  | 25 | 908, 908A, 956, 990 |
| 22 | Pillangó utca                                               | 25 | 908, 908A, 956, 990 |
| 23 | Róna utca                                                   | 24 | 908, 908A, 956, 990 |
| 24 | Kaffka Margit utca                                          | 23 | 908, 908A, 956, 990 |
| 24 | Pongrátz Gergely tér                                        | 22 | 907, 908, 908A, 956, 990                                                                                                 |
| 26 | Bánki Donát utca (↓) Tihamér utca (↑)                       | 21 | 908, 908A, 956, 990 |
| 28 | Örs vezér tere M+H (Kerepesi út) (↓) Örs vezér tere M+H (↑) | 21 | 907, 908, 908A, 956, 990 419 (hétvége hajnalban)                                                                         |
| 29 | Gyakorló köz (↓) Sarkantyú utca (↑)                         | 16 | 908 |
| 30 | Gépmadár park                                               | 15 | 908 |
| 30 | Rákosfalva H                                                | 14 | 908 |
| 32 | Egyenes utcai lakótelep                                     | 13 | 908 |
| 32 | Nagyicce H                                                  | 12 | 908 |
| 33 | Thököly út (↓) Veres Péter út (↑)                           | 11 | 908 |
| 34 | Sashalmi tér                                                | 10 | |
| 35 | Sasvár utca (↓) Őrmester utca (↑)                           | 10 | |
| 35 | Budapesti út                                                | 9  | |
| 36 | Rákosi út                                                   | 8  | 996 419 (hétvége hajnalban)                                                                                              |
| ∫  | Szent Korona utca                                           | 7  | |
| ∫  | Batthyány utca                                              | 7  | |
| ∫  | József utca                                                 | 6  | |
| ∫  | János utca                                                  | 5  | 996 |
| ∫  | György utca                                                 | 4  | 996, 996A |
| ∫  | Mátyás király utca                                          | 3  | 996, 996A |
| ∫  | Csömöri út                                                  | 2  | |
| ∫  | Péterke utca                                                | 2  | |
| 37 | József utca                                                 | ∫  | 996 419 (hétvége hajnalban)                                                                                              |
| 38 | János utca                                                  | ∫  | 996 419 (hétvége hajnalban)                                                                                              |
| 39 | Diófa utca                                                  | ∫  | |
| 40 | Szénás utca                                                 | ∫  | 996, 996A 419 (hétvége hajnalban)                                                                                        |
| 41 | Szlovák út                                                  | 1  | 419 (hétvége hajnalban)                                                                                                  |
| 42 | Állás utca                                                  | ∫  | |
| 43 | Menyhért utca                                               | ∫  | |
| 44 | Muzsika utca                                                | ∫  | |
| 44 | Árpádföld, Bekecs utca                                      | ∫  | |
| 45 | Szabadságtelep H                                            | ∫  | |
| ∫  | Rozsos utca                                                 | 1  | |
| ∫  | Mazsola utca                                                | 0  | |
| 47 | Árpádföld, Dezsőfia utca végállomás                         | 0  | 419 (hétvége hajnalban)                                                                                                  |